# Adler (bedrijf)
Adler was een Duits merk van fietsen, schrijfmachines, auto's en motorfietsen.
Adler Fahrradwerke AG, Inh. Heinrich Kleyer, Frankfurt/Main (1901-1907 en 1949-1958).
De firma Adler begon in 1886 met de fabricage van fietsen en schrijfmachines en vanaf 1899 werden ook auto's gebouwd. Hoewel van 1901 tot 1907 al motorfietsen met Minerva-motorblokken werden gebouwd, startte in 1949 pas de serieuze productie van lichte tweetaktmotorfietsen. In 1958 werd Adler overgenomen door Grundig en ging men zich opnieuw concentreren op de productie van schrijfmachines.
De importeur voor Nederland was N.V. James Nefkens' Autohandel, Den Haag.

## Niet te verwarren met
Dürkopp of Dürkopp Adler te Bielefeld